# Vassili D. Korganov
Vassili Davidovitch Korganov (arménien : Բարսեղ Ղորղանյան, 1865-1934)  est un musicologue, critique, publiciste et pianiste arménien, soviétique  et russe. Il est l'un des principaux fondateurs de la musicologie arménienne. Il était également connu sous les noms de: BZ, Veritasov ou Veritas. Son nom peut également s'écrire Korganyan sous sa forme arménienne. En France il est parfois nommé Basile Korganoff.
Vassili est devenu célèbre en tant que musicologue, critique et publiciste. Il a collaboré avec de nombreux magazines, publié des articles sur la vie et l'œuvre de divers compositeurs - Verdi, Mozart, Beethoven, Tchaïkovski et d'autres. Il a publié et édité le magazine « Caucasian Messenger » à Tfilis. Il a beaucoup voyagé et était membres de diverses sociétés de musicologie. Il a été nommé artiste émérite de la RSS arménienne en 1934.
Son œuvre principale est la première étude sérieuse sur Beethoven en russe - la notice biographique « Beethoven », publiée en 1900 et basée sur une étude approfondie des correspondances du compositeur.

## Biographie

### Enfance et contexte familial
Vassili D. Korganov est né en 1865 à Tiflis, capitale de la Géorgie, sous le nom de Barseg Korganyan dans une famille noble et d'origine arménienne.
Fils de David Zurabovich Korganov, ancien militaire, devenu magistrat (Мировой судья) du département de Zagatala dans la province de Tiflis, et de Ekaterina Davidovna Shadinova une femme douée musicalement et intellectuellement. Elle lui transmettra son amour pour la musique et pour les livres mais mourra assez jeune, laissant l'éducation de son fils à sa mère Khakhana Melikova et à son mari veuf. L'arrière grand-père paternel de Vassili habitait dans le quartier Kond (en) à Erevan, qui existe encore partiellement aujourd'hui.

### Éducation: de Tiflis à Saint-Petersbourg
Vassili étudie à l'école classique N°1 de Tiflis (1875-1878) et à l'École Réale (en) de Tiflis (1878-1883). Il est ensuite diplômé de l'Académie du génie Nicolas de Saint-Pétersbourg (1883-1886). Néanmoins, malgré sa formation d'ingénieur, Korganov considérait la musique comme sa vocation première, il s'est donc engagé dans une auto-éducation musicale avec l'aide César Cui qui enseignait l’art des fortifications à l'académie du génie. Ses échanges avec César et sa rencontre avec Anton Rubinstein ont eu une influence décisive sur la vie de Vassili Korganov.
Après avoir obtenu son diplôme d'ingénieur, il servit dans le deuxième bataillon de sapeurs du Caucase, d'où il démissionnera dix ans plus tard en 1896, vers l'age de 31 ans.

### Carrière à Tiflis
En 1888, Vassili se réinstalle à Tiflis, où il mène des activités publiques et journalistiques. Il publie (depuis 1888) des correspondances sur la vie musicale, des feuilletons et des critiques. Il collabore aux revues « Musical Review » (1888), « Artist », « Bayan », « Theatre and Life » (1891-1905), aux journaux « New Time », « Caucasus » (1892-1915), « Tiflis Leaf ». » (1892-1913).
Il rencontra à plusieurs reprises Piotr I. Tchaïkovski qui venait parfois à Tiflis pour rendre visite à son frère Anatoli. Dans un essai qu'il écrivit plus tard, il raconte se souvenir de 2 rencontres, en avril 1889 lors d'une répétition théâtrale et en 1890 lors d'un dîner qui suivaient un concert de la Société Artistique de Tiflis.
En 1892, Vassili a l'honneur de découvrir le talent du futur chanteur d'opéra Fédor Chaliapine, à propos duquel il publie une note dans le journal Caucase en janvier de cette même année, après quoi ils se lient d'amitié.
Vers 1896, alors qu'il était à Tiflis, il épousa Anne Alexandrovna Mantashev (d), la fille du riche entrepreneur pétrolier Alexandre Mantashev avec qui il eut trois enfants entre 1896 et 1900 : Catherine, Georges et David ,.
Il était membre de la direction de la branche Tiflis de la Société musicale russe et professeur à l'école de musique de cette branche.

### Vie à l'étranger
Dans les années 1890, il se rendit en Allemagne, en Autriche, en France et en Italie. Il rencontra beaucoup d'autres personnalités artistiques telles que J. Brahms, Jules Massenet, Camille Saint-Saens ou Giuseppe Verdi.
À partir de 1902, il vécut à l'étranger, notamment en Allemagne, et devint membre de la Société internationale de musique. Il étudia l'histoire de la musique et publia en allemand et en russe. En 1904, il prononça des discours sur la musique caucasienne lors de réunions de la section berlinoise de la Société internationale de musique. Il le fera de nouveau en 1909 au Congrès de Vienne.

### Retour en Arménie à Erevan
Korganov retourna à Erevan en 1925, quelques années après le génocide arménien, et travailla comme président du secteur de la Maison d'édition de la république socialiste soviétique (RSS) d'Arménie. Ainsi, il participa à la compilation du 1er volume de l'Encyclopédie soviétique arménienne et a traité les archives d'Alexandre Spendarian. À partir de 1926 il sera professeur consultant au Conservatoire d'Erevan ainsi que, jusqu'en 1930, directeur adjoint de la Bibliothèque d'État d'Arménie en URSS.
En 1934, il devint membre de l'Institut des sciences et des arts de la RSS d'Arménie et fut nommé "Artiste émérite de la RSS arménienne" la même année.

### La collection de Vassili D. Korganov
Vassili a collectionné durant sa vie des manuscrits et des documents anciens. La pièce la plus singulière de sa collection étant le brouillon de l'abdication de Napoléon Ier, rédigé lors du siège de Paris par les armées alliées au tsar russe Alexandre Ier en avril 1814 et qu'il obtînt de l'un des princes Argoutinsky-Dolgoroukoff à Tbilissi, possiblement le prince Wladimir N. qui était un collectionneur reconnu. Sa fille se mariera par ailleurs à un autre membre de la famille princière Argoutinsky-Dolgoroukoff, le prince et colonel Michel P., en 1920.
Il avait aussi dans sa collection des documents ayant appartenu à divers rois et empereurs comme Louis XIV, Fath ali Chah de Perse, des tsars russes et autres comtes, lords et généraux. Il collectionnait aussi des lettres en diverses langues (allemand, français ou italien) d'artistes, écrivains et autre notables contemporains ou du siècle passé. Il possédait par exemple une lettre écrite par Molière en 1778, le jour de la mort de sa mère.
Toute sa collection fut léguée après sa mort au Musée d'art et de littérature Yéghiché Tcharents à Erevan.

## Œuvres

### Son chef-d'œuvre
La plus grande œuvre produite par V. D. Korganov, est sans aucun doute l'étude biographique de Beethoven. Cet ouvrage de plus de mille pages fut largement acclamé dans le monde littéraire et musical à son époque. Le musicologue russe Nikolaï Findeisen (de) écrivit dans une critique dédiée :  « Ce livre mérite d'occuper une place honorable dans la littérature russe sur la musique », il nota aussi qu'il est peu probable que l'auteur ai ignoré un seul article existant et plus ou moins sérieux sur Beethoven pour composé son étude.
Des avis et critiques très positifs du livre furent aussi publiés dans au moins six magazines importants de l'époque tels que le New Times (Новом времени), la St. Pétersbourg Gazette ou le Journal musical russe qui écrivit « Ceci est unique en son genre, de par la richesse du matériel qu'il contient et de par l'exécution très talentueuse du plan, merveilleux , par l'auteur doué ». Après cette publication, le nom de Korganov était reconnu comme un spécialiste des œuvres de Beethoven. Trente ans plus tard, il fut invité à un congrès à Vienne dédié au centenaire de la mort de l'artiste et, alors que les autres intervenant n'avait que 10 minutes pour s'exprimer, 15 minutes furent accordées à Vassili Korganov.

### Le Messager du Caucase

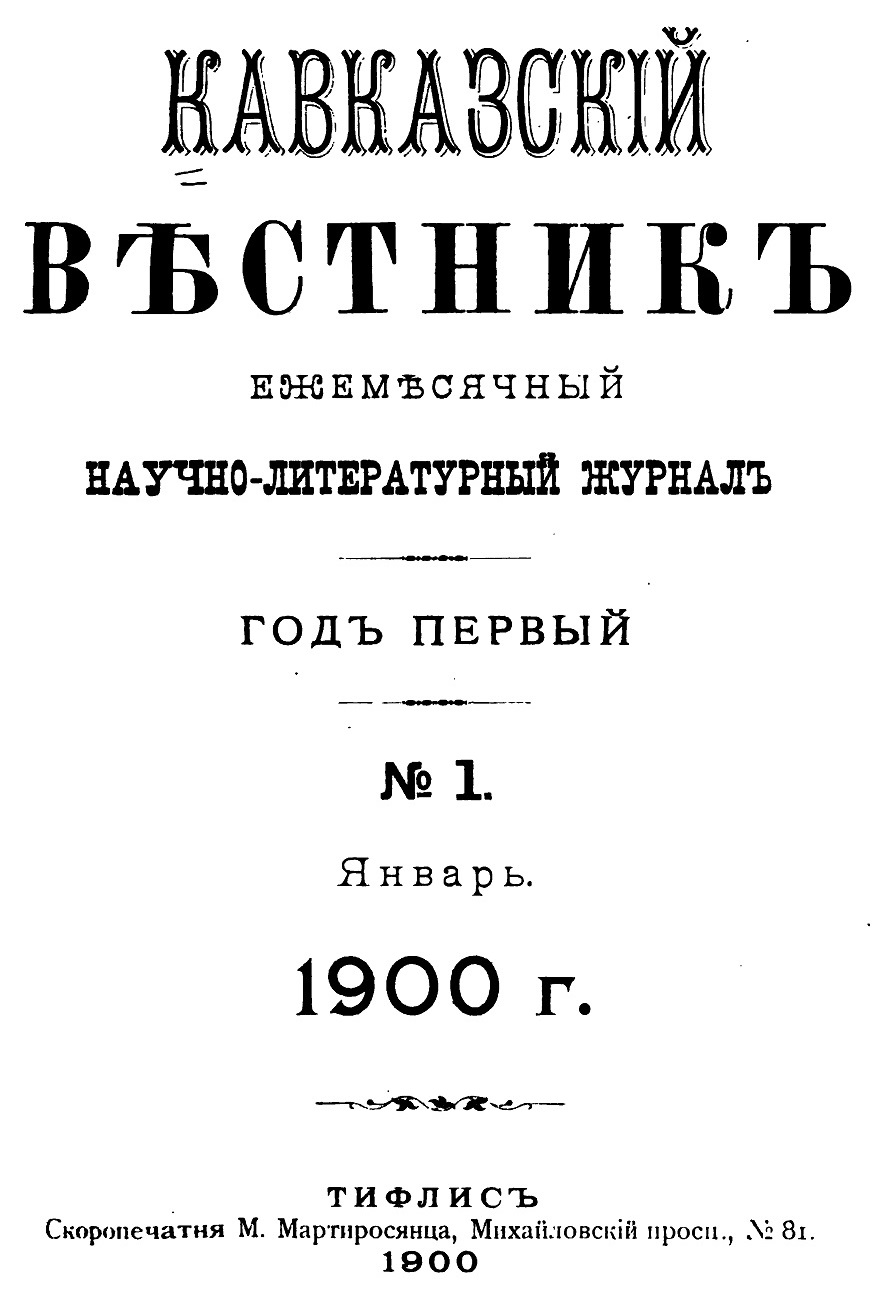
Couverture du premier numéro du "Messager du Caucase" (en russe: Кавказский вестник)

En 1900, il reçut l'autorisation pour publier publier à Tiflis une revue scientifique et littéraire mensuelle nommée « Messager du Caucase (ru) ». Il consacra beaucoup de temps à ce magazine, et alors qu'il n'était officiellement que l'éditeur, il effectua lui-même tout le travaille de rédaction, et ce, bien que Konstantin Nikolaevich Begichev fût officiellement le rédacteur en chef du magazine. Ainsi, le premier numéro sera publié en janvier 1900.
Le programme annoncé dès le premier numéro était de concentrer dans cette revue le matériel scientifique et littéraire concernant le Caucase et ses pays voisins. Le choix du contenu fit rapidement remarquer l'érudition de son rédacteur. Vassili portait une attention très particulière à la sélection du matériel utilisé. Il examinait lui-même chaque article et faisait lui même le travail habituellement réservé aux petites mains des rédactions.
La revue attira rapidement l'attention des lecteurs et de la presse qui s'empressait de commenter chaque numéro, d'y apporter des critiques et d'en tirer des controverses. Les journaux écrivirent à l'unanimité que le besoin d'une telle revue s'était fait sentir depuis longtemps et que Korganov s'était donné une mission réellement noble. Le journal Caspian écrivit à propos du Messager du Caucase : « (...) nous saluons chaleureusement son apparition, car nos provinces, y compris le Caucase, ont depuis longtemps besoin d'instances dirigeantes capables d'unir l'intelligence de nos périphéries et de les faire progresser culturellement, socialement et mentalement ».
En 1903, il vendit le journal, à un certain G.P. Melik-Karakosov, alors qu'il se préparait à partir à l'étranger pour se faire soigner. Depuis sa vente, la revue a commencé à paraître de façon irrégulière, dans des volumes différents et contenant régulièrement des contenus inappropriés. Le magazine exista tout de même jusqu'en 1905.
Le magazine publia au total 42 numéros, dont 32 qui furent édités par V. Korganov lui-même.
Dans l'histoire de la presse périodique de Transcaucasie, le Messager du Caucase occupe une place importante. À l'époque de l'émergence et du développement du mouvement révolutionnaire en Transcaucasie, à la veille des événements tels que la révolution russe de 1905 et les massacres arméno-tatars, Korganov a abordé la couverture des questions d'histoire, de littérature et d'art des peuples de Transcaucasie d'un point de vue libéral. L'objectif fixé par le magazine a été largement atteint : le lecteur russe, s'étant familiarisé avec le contenu du magazine, a pu imaginer la richesse de l'art et de la littérature des anciens peuples de Transcaucasie, leur histoire et leur culture séculaires.

### Liste de ses œuvres
- (ru) La vie et les œuvres de Ludwig van Beethoven, Tiflis, 1888
- (ru) Verdi - notice biographique, Moscou, 1897[13]
- (ru) Pouchkine en musique, Tiflis, 1899
- (ru) L'éducation musicale en Russie, 1899
- (ru) Mozart, Saint-Pétersbourg, 1900
- (ru) Messager du Caucase (Mensuel), Tiflis, 1900-1903
- (ru) V. D. Korganov, Musique caucasienne: recueil d'articles [« Кавказская музыка : сборник статей »], Tiflis,‎ 1908, 84 p. (lire en ligne)
- (ru) Beethoven: étude biographique [« Бетховен: Биографический »], Saint-Pétersbourg,‎ 1900 (réimpr. 1997) (ISBN 5-888-78-006-5, lire en ligne)
- (ru) Tchaïkovski dans le Caucase: sur ses journaux et lettres, d'après les journaux de Tiflis et ses mémoires personnelles, Saint-Petersbourg, 1940, 148 p. (lire en ligne)